# E-Prix di Sanya
L'E-Prix di Sanya è un evento automobilistico con cadenza annuale destinato alle vetture a trazione interamente elettrica del campionato di Formula E tenuto a Sanya. La prima edizione si disputerà il 23 marzo 2019, quale sesta gara della stagione.

## Circuito
L'evento si disputa sul circuito cittadino di Sanya, che si snoda tra le strade della città cinese di Sanya, ubicata nell'isola di Hainan. Il circuito è lungo circa 2,3 km con 11 curve.

## Albo d'oro
| Edizione | Tracciato                   | Vincitore        | Secondo        | Terzo                  | Pole position  | Giro veloce      |
| -------- | --------------------------- | ---------------- | -------------- | ---------------------- | -------------- | ---------------- |
| 2019     | Circuito cittadino di Sanya | Jean-Éric Vergne | Oliver Rowland | António Félix da Costa | Oliver Rowland | Jean-Éric Vergne |